# گاووونه
گاووونه (به لهستانی:  Gałwuny) یک روستا در لهستان است که در گمینا کنتژن واقع شده‌است.